# 서비스컷

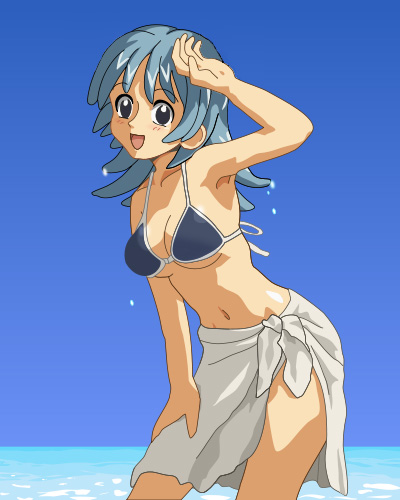
전형적인 서비스컷

서비스컷(일본어: サービスカット), 서비스신(サービスシーン), 팬서비스(ファンサービス)는 일본의 아니메, 망가에서 고의적으로 수위가 높은 장면을 팬들을 위해 그리는 행위를 말한다.

## 같이 보기
- 성인 애니메이션
- 카메오 출연
- 동인지
- 이스터 에그
- 엣치
- 헨타이
- 엑스플로이테이션 영화